# ステロール調節配列結合タンパク質
ステロール調節配列結合タンパク質、またはステロール調節エレメント結合タンパク質（SREBP; Sterol regulatory element-binding protein）は、ステロール生合成に関与する酵素の合成を増加させる転写因子である。
塩基性ヘリックスループヘリックスロイシンジッパーに属する。哺乳類のSREBPは、SREBF1およびSREBF2遺伝子にコードされている。活性化されていないSREBPは核膜や小胞体膜に付着している。ステロールレベルが低い細胞では、SREBPが切断されて水溶性N末端ドメインが形成され、核に移行する。これらの活性化されたSREBPはステロール制御エレメントDNA配列（TCACNCCAC）に結合し、ステロール生合成に関与する酵素の合成を増加させる。ステロールはSREBPの切断・活性化を阻害するため、負のフィードバックループを通じて過剰なステロールの合成が減少する。

## アイソフォーム
哺乳類のゲノムには2つのSREBP遺伝子（SREBF1およびSREBF2）がある。
- SREBP-1の発現により、2つの異なるアイソフォーム、SREBP-1aおよびSREBP-1cが生成される。これらのアイソフォームは、SREBP-1遺伝子の最初のエクソンが異なっており、これにより転写開始部位が異なることから生じる。SREBP-1cはラットでもADD-1として同定された。SREBP-1cは、de novo脂質生成に必要な遺伝子の制御を担っている[6]。
- SREBP-2は、コレステロール代謝の遺伝子を調節する[6]。

## 機能
SREBタンパク質は、コレステロール生合成、取り込みおよび脂肪酸生合成に間接的に必要とされる。これらのタンパク質は、ステロール調節エレメント（SRE; sterol regulatory element）と連携して機能する。SREBPは、Eボックス結合ヘリックスループヘリックス（HLH; helix-loop-helix）タンパク質に似た構造をしている。しかし、E-box結合HLHタンパク質とは対照的にアルギニン残基がチロシンに置換されているため、SREを認識できるようになり、それによって膜の生合成を制御できるようになる。

## 作用機序

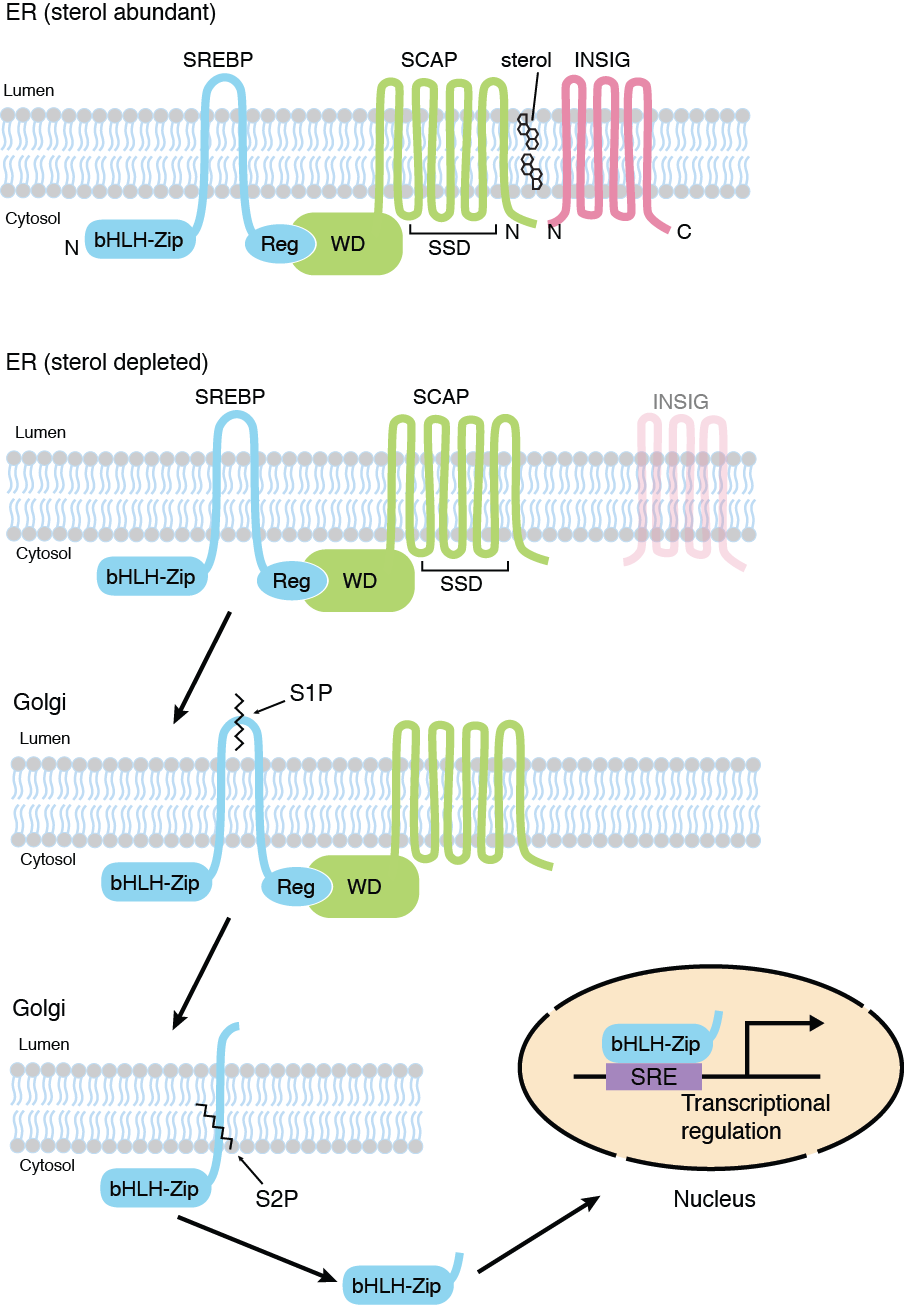
SREBPタンパク質分解による切断によるSREBPの活性化。SREBP前駆体は、SCAPおよびINSIGファミリーのタンパク質との相互作用を通じて小胞体膜に保持される。適切な条件下では、SCAPはINSIGから解離し、SREBP前駆体を小胞体からゴルジ体まで護送する。ゴルジ体に到達すると、S1PとS2Pの2つのプロテアーゼが前駆体タンパク質を連続的に切断し、成熟型のSREBPを細胞質に放出する。その後、成熟型は核に移動し、そこでコレステロールの取り込みまたはコレステロール合成に関与する遺伝子のプロモーターを活性化する。SREBPの切断は細胞ステロール含有量によって制御される。

動物細胞は、さまざまな状況下で細胞内脂質（脂肪および油）の適切なレベルを維持する（脂質恒常性）。たとえば、細胞のコレステロールが必要なレベルを下回ると、細胞はコレステロールを生成するために必要な酵素をより多く産生する。この反応における主なステップは、これらの酵素の合成を指示するmRNA転写物をより多く生成することである。逆に、コレステロールが十分にある場合、細胞はそれらのmRNAの生成を停止し、酵素のレベルが低下する。その結果、十分な量のコレステロールが得られると、細胞はコレステロールの生成を停止する。
SREBP経路の特徴は、膜結合転写因子SREBPの制御的膜内切断による放出である。約120 kDaのSREBP前駆体タンパク質は、タンパク質の中央にある2つの膜貫通ヘリックスによって、小胞体膜や核膜に固定されている。前駆体は膜内でヘアピン構造をとっているため、N末端転写因子ドメインとC末端調節ドメインの両方が細胞質に面している。2つの膜貫通ヘリックスの間には、小胞体の内腔にある約30アミノ酸のループが存在する。転写活性のあるN末端ドメインの放出には、2つの別々の部位特異的なタンパク質分解切断が必要である。これらの切断は、ゴルジ体においてサイト1プロテアーゼ（S1P; site-1 protease）およびサイト2プロテアーゼ（S2P; site-2 protease）と呼ばれる2つの異なるプロテアーゼによって実行される。
SREBP前駆体タンパク質は、コレステロール感知タンパク質であるSREBP切断活性化タンパク質（SCAP; SREBP cleavage-activating protein）と、それぞれのC末端ドメイン間の相互作用により複合体を形成している。小胞体には別の膜タンパク質であるINSIG（insulin-induced gene）が存在しており、コレステロールが豊富に存在すると、INSIGとSCAPは可逆的に結合する。INSIGは常に小胞体膜内に留まるため、コレステロールが多くSCAPがINSIGに結合すると、SREBP-SCAP複合体は小胞体内に留まり不活性な状態に保たれる。
ステロールレベルが低いと、INSIGとSCAPは結合しなくなる。次にSCAPは構造変化を受けてタンパク質の一部を露出させ、これが小胞体からゴルジ体に移動するCOPII小胞に積荷として含まれるための信号として働く。これによりSCAP-SREBP複合体はゴルジ体に輸送される。
ゴルジ体に入ると、SREBP-SCAP複合体は活性化したS1Pに遭遇する。S1Pはゴルジ体内腔に出ているサイト1でSREBPを切断する。それぞれの断片にはまだ膜を貫通するヘリックスがあるため、それぞれが膜内に結合したままになる。切断されたSREBPのN末端断片は、メタロプロテアーゼであるS2Pの働きにより膜貫通ヘリックス内にあるサイト2で切断される。これにより転写因子として機能するSREBPの細胞質部分が放出されて核に移動できるようになる。
核に入ると、SREBPは脂質の生成に必要な酵素をコードする遺伝子の制御領域にある特定のDNA配列（SRE; sterol regulatory elements）に結合する。このDNAへの結合により、標的遺伝子（LDL受容体遺伝子など）の転写が増加する。

## 調節
ステロールが存在しないとSREBPが活性化され、それによってコレステロール合成が増加する
。
インスリン、コレステロール誘導体、T3、およびその他の内因性分子は、特にげっ歯類において、SREBP1cの発現を調節することが証明されている。欠失および突然変異アッセイにより、SREBP（SRE）およびLXR（LXRE）応答エレメントの両方が、インスリンおよびコレステロール誘導体によって媒介されるSREBP-1c転写制御に関与していることが明らかになった。ペルオキシソーム増殖活性化受容体アルファ（PPARα）アゴニストは、ヒトプロモーターの-453にあるDR1エレメントを介してSREBP-1cプロモーターの活性を増強する。PPARαアゴニストは、LXRまたはインスリンと協力して作用して脂肪生成を誘導する。
分岐鎖アミノ酸が豊富な培地は、mTORC1/S6K1経路を介してSREBP-1c遺伝子の発現を刺激する。S6K1のリン酸化は、肥満db/dbマウスの肝臓で増加した。さらに、S6K1 shRNAをコードするアデノウイルスベクターを使用してdb/dbマウス肝臓のS6K1を枯渇させると、肝臓におけるSREBP-1c遺伝子発現が下方制御され、肝臓トリグリセリド含量および血清トリグリセリド濃度が低下した。
Aktシグナル伝達の非存在下では、mTORC1の活性化は肝臓のSREBP-1cを刺激するには十分ではなく、この誘導に必要な追加の下流経路の存在も明らかになった。この経路にはmTORC1非依存性のAktを介した肝臓のINSIG-2aの抑制が関与すると考えられている。
FGF21は、SREBP-1cの転写を抑制することが示されている。FGF21の過剰発現は、遊離脂肪酸処理によって誘発されたHepG2細胞におけるSREBP-1cおよび脂肪酸シンターゼの上方制御を改善させた。さらに、FGF21は、SREBP-1cのプロセシングおよび核移行に関与する重要な遺伝子の転写レベルを阻害し、成熟SREBP-1cのタンパク質量を減少させる可能性がある。HepG2細胞におけるSREBP-1cの過剰発現は、FGF21プロモーター活性を低下させることにより内因性FGF21転写を阻害する可能性もある。
SREBP-1cは、褐色脂肪組織におけるPGC1αの発現を組織特異的に上方制御することも示されている。
Nur77は、肝脂質代謝を調節するLXRおよび下流のSREBP-1c発現を阻害することが示唆されている。

## References
1. ↑  PDB: 1AM9; “Co-crystal structure of sterol regulatory element binding protein 1a at 2.3 A resolution”. Structure 6 (5):  661–72. (1998). doi:10.1016/S0969-2126(98)00067-7. PMID 9634703.
2. ↑  “SREBP-1, a basic-helix-loop-helix-leucine zipper protein that controls transcription of the low density lipoprotein receptor gene”. Cell 75 (1):  187–97. (Oct 1993). doi:10.1016/S0092-8674(05)80095-9. PMID 8402897.
3. ↑  “Identification of nucleotides responsible for enhancer activity of sterol regulatory element in low density lipoprotein receptor gene”. The Journal of Biological Chemistry 265 (4):  2306–10. (Feb 1990). doi:10.1016/S0021-9258(19)39976-4. PMID 2298751.
4. ↑  “SREBP-1, a membrane-bound transcription factor released by sterol-regulated proteolysis”. Cell 77 (1):  53–62. (Apr 1994). doi:10.1016/0092-8674(94)90234-8. PMID 8156598.
5. ↑  “Basic-helix-loop-helix transcription factor and sterol sensor in a single membrane-bound molecule”. Cell 77 (1):  17–9. (Apr 1994). doi:10.1016/0092-8674(94)90230-5. PMID 8156593.
6. 1 2  “Targeting SREBP-1-driven lipid metabolism to treat cancer”. Current Pharmaceutical Design 20 (15):  2619–2626. (2014). doi:10.2174/13816128113199990486. PMC 4148912. PMID 23859617.
7. ↑  “Co-crystal structure of sterol regulatory element binding protein 1a at 2.3 A resolution”. Structure 6 (5):  661–72. (May 1998). doi:10.1016/S0969-2126(98)00067-7. PMID 9634703.
8. ↑  “The SREBP pathway: regulation of cholesterol metabolism by proteolysis of a membrane-bound transcription factor”. Cell 89 (3):  331–40. (May 1997). doi:10.1016/S0092-8674(00)80213-5. PMID 9150132.
9. ↑  “A proteolytic pathway that controls the cholesterol content of membranes, cells, and blood”. Proceedings of the National Academy of Sciences of the United States of America 96 (20):  11041–8. (Sep 1999). Bibcode: 1999PNAS...9611041B. doi:10.1073/pnas.96.20.11041. PMC 34238. PMID 10500120.
10. ↑  “Regulated intramembrane proteolysis: a control mechanism conserved from bacteria to humans”. Cell 100 (4):  391–8. (Feb 2000). doi:10.1016/S0092-8674(00)80675-3. PMID 10693756.
11. ↑  “Regulation of sterol synthesis in eukaryotes”. Annual Review of Genetics 41 (7):  401–427. (2007). doi:10.1146/annurev.genet.41.110306.130315. PMID 17666007.
12. ↑  “Human SREBP1c expression in liver is directly regulated by peroxisome proliferator-activated receptor alpha (PPARalpha)”. The Journal of Biological Chemistry 286 (24):  21466–77. (Jun 2011). doi:10.1074/jbc.M110.209973. PMC 3122206. PMID 21540177.
13. ↑  “Role of S6K1 in regulation of SREBP1c expression in the liver”. Biochemical and Biophysical Research Communications 412 (2):  197–202. (Aug 2011). doi:10.1016/j.bbrc.2011.07.038. PMID 21806970.
14. ↑  “Akt stimulates hepatic SREBP1c and lipogenesis through parallel mTORC1-dependent and independent pathways”. Cell Metabolism 14 (1):  21–32. (Jul 2011). doi:10.1016/j.cmet.2011.06.002. PMC 3652544. PMID 21723501.
15. ↑  “The link between fibroblast growth factor 21 and sterol regulatory element binding protein 1c during lipogenesis in hepatocytes”. Molecular and Cellular Endocrinology 342 (1–2):  41–7. (Aug 2011). doi:10.1016/j.mce.2011.05.003. PMID 21664250.
16. ↑  “ADD1/SREBP1c activates the PGC1-alpha promoter in brown adipocytes”. Biochimica et Biophysica Acta (BBA) - Molecular and Cell Biology of Lipids 1801 (4):  421–9. (Apr 2010). doi:10.1016/j.bbalip.2009.11.008. PMID 19962449.
17. ↑  “Nur77 modulates hepatic lipid metabolism through suppression of SREBP1c activity”. Biochemical and Biophysical Research Communications 366 (4):  910–6. (Feb 2008). doi:10.1016/j.bbrc.2007.12.039. PMID 18086558.